# Straat Drake
De Straat Drake (Spaans: Mar de Hoces -[Hoces Zee/Zee van Hoces]-; Engels: Hoces Sea/Drake Passage/Sea of Hoces) is een zeestraat tussen de zuidpunt van Zuid-Amerika, Kaap Hoorn en Antarctica. Hij verbindt de Atlantische Oceaan met de Grote Oceaan en behoort grotendeels tot de Zuidelijke Oceaan. Hij is vernoemd naar de Britse zeevaarder Francis Drake.
Het zeegebied werd voor de eerste maal in 1616 door Willem Cornelisz Schouten bevaren. Hij bevoer destijds de Straat Le Maire en gaf deze zijn naam. De Straat Drake is 400 zeemijlen breed en vrijwel eilandloos, wat de Antarctische circumpolaire stroom de mogelijkheid geeft, als enige zeestroming rond de hele wereld te stromen. In de straat stormt het vaak, en door hoge golven is het moeilijk begaanbaar voor schepen.
Het gebied kent een rijke fauna. Walvissen, dolfijnen, en vogels zoals albatrossen of pinguïns worden aangetroffen.

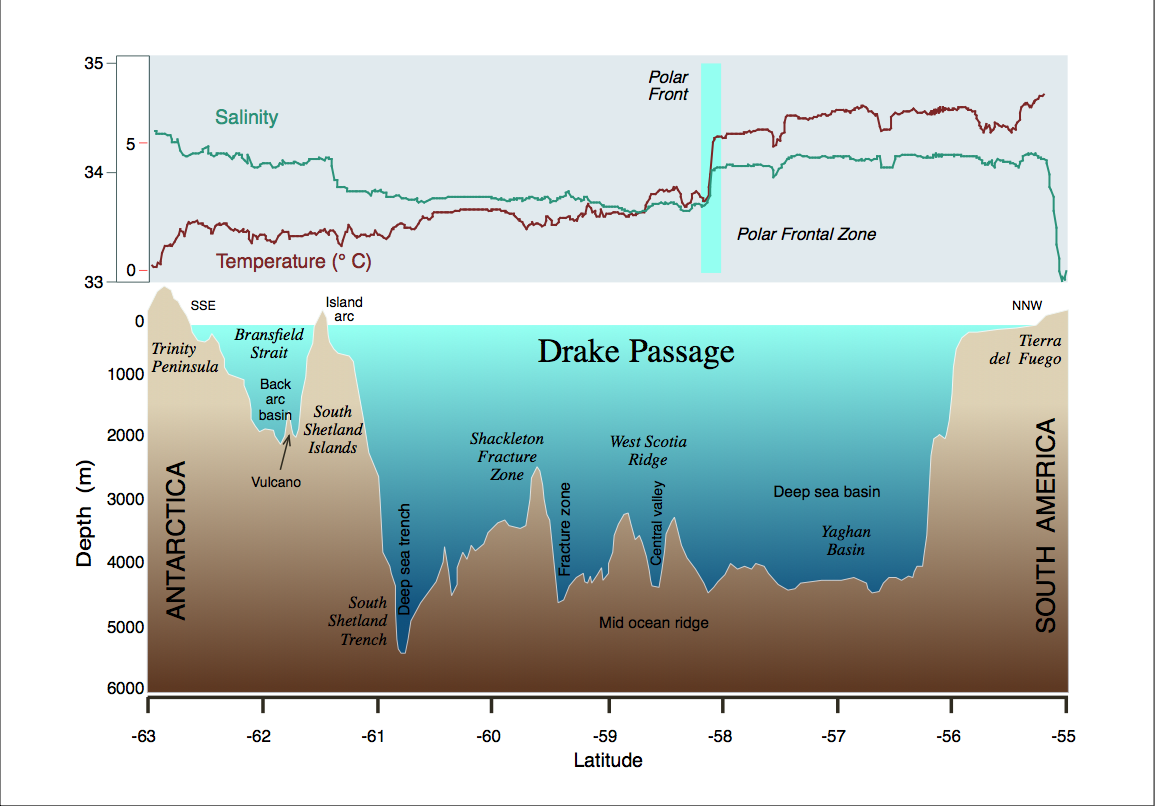